# Siro (dessinateur)
 (octobre 2018).
Pour les articles homonymes, voir Siro (homonymie).
Siro, de son vrai nom Stéphane Brangier, né le 12 octobre 1969, est un dessinateur de bande dessinée français. Il signe également sous le nom de Sef Banger.

## Œuvre
- Agents du Mossad, scénario de Pierre Boisserie et Frédéric Ploquin, dessins de Siro, 12 bis

1. Eichmann, 2011  (ISBN 978-2-356-48170-2)[1]
2. La traque, 2012  (ISBN 978-2-356-48319-5)

- Aquablue, Delcourt, collection Conquistador à l'exception du HS (Rêves de Bulles)

10. Le Baiser d'Arakh, scénario de Thierry Cailleteau, dessins de Siro, 2004  (ISBN 2-84789-017-3)
11. La forteresse de sable, scénario de Thierry Cailleteau, dessins de Siro, 2006  (ISBN 2-7560-0400-6)
HS. L'atelier de Siro, scénario de Thierry Cailleteau, dessins de Siro, 2006  (ISBN 2-916328-05-X)
- Chirac dans tous ses états, scénario et dessins collectifs, Pictoris Studio, 1997  (ISBN 2-84153-085-X)
- Cigarettes : le dossier sans filtre (bande dessinée), scénario de Pierre Boisserie , dessins de Stéphane Brangier alias Siro, Dargaud, 2019  (ISBN 9782205079333) [2],[3]
- La Croix de Cazenac, scénario de Pierre Boisserie et Éric Stalner, dessins de Siro et Éric Stalner, Dargaud

9. L'Ennemi, 2007  (ISBN 978-2-205-06010-2) 
10. La dernière Croix, 2008  (ISBN 978-2-205-06218-2) ,
- Le Marteau des sorcières, scénario de Siro, dessins de Jean-Christophe Thibert, Glénat, collection La Loge noire

1. Warul, 2003  (ISBN 2-7234-3418-4)[7].
2. Man Aces Cemjk, 2007  (ISBN 978-2-7234-4328-9)[8].

- Master Volume, scénario et dessins de Siro, Zenda, collection Poison

1. Master Volume, 1992  (ISBN 2-8768-7121-1)
2. Show Time, 1994  (ISBN 2-8768-7139-4)

- Polka, scénario de Didier Convard, dessins de Siro, Dargaud

1. Le Mal d'Orphée, 1995  (ISBN 2-205-04492-3)
2. Démokratie, 1996  (ISBN 2-205-04416-8)
3. A.D. Haine !, 1998  (ISBN 2-2050-4558-X)
4. Philosoft, 2000  (ISBN 2-205-04764-7)
5. Lobby or not lobby, 2005  (ISBN 2-205-04941-0)

- Speedway, scénario de Laurent-Frédéric Bollée, dessins de Siro, Dargaud

1. A:xis - Priority, 2010  (ISBN 978-2-205-05319-7)
2. A:xis Reality, 2010  (ISBN 978-2-2050-6288-5)

- Voyageur, , scénario de Pierre Boisserie et Éric Stalner, Glénat, collection Grafica

10. Passé 2, dessins de Siro, 2010  (ISBN 978-2-7234-6237-2)